# 예브게니 나보코프
예브게니 빅토로비치 나보코프(러시아어: Евге́ний Ви́кторович Набо́ков, 1975년 7월 25일 ~ )는 카자흐스탄 태생 러시아의 은퇴한 아이스하키 선수로 현역 시절 포지션은 골텐더이다.